# Комптон, Спенсер, 2-й граф Нортгемптон
Спенсер Комптон (англ. Spenser Compton; май 1601 — 19 марта 1643, при Хоптон-Хит, Стаффордшир, Королевство Англия) — английский аристократ, 3-й барон Комптон с 1626 года, 2-й граф Нортгемптон с 1630 года, рыцарь Бани. При жизни отца заседал в Палате общин. Во время гражданской войны примкнул к роялистам и погиб в сражении при Хоптон Хит.

## Биография
Спенсер Комптон принадлежал к старинному роду, представители которого владели землями в Уорикшире и Нортгемптоншире. Он родился в мае 1601 года и стал единственным сыном Уильяма Комптона, 2-го барона Комптона, от его брака с Элизабет Спенсер, дочерью лорда-мэра Лондона сэра Джона Спенсера. После смерти последнего в 1610 году Комптоны получили всё его огромное состояние, причём сэр Уильям был поражён размерами наследства. Сына барон назвал в честь тестя.
Образование Спенсер Комптон получил в колледже Святого Иоанна в Кембриджском университете. Его будущее стало ещё более многообещающим после 1614 года, когда у короля Якова I появился новый фаворит — Джордж Вильерс, впоследствии герцог Бекингем, пасынок сэра Томаса Комптона (младшего брата сэра Уильяма). Благодаря этому Спенсер был посвящён 3 ноября 1616 года в рыцари Бани. Барон Комптон получил в 1618 году титул графа Нортгемптона и должность лорда-президента Совета Уэльса, в 1621 году обеспечил сыну избрание в Палату общин от Ладлоу и женил его на родственнице Вильерсов, чтобы упрочить связь с фаворитом. В работе парламента сэр Спенсер практически не участвовал. В 1622 году он был назначен мастером мантий наследника престола принца Чарльза, то есть стал ответственным за гардероб и драгоценности. В 1623 году Комптон сопровождал принца и Бекингема в их поездке в Мадрид, целью которой было добиться брака Чарльза с Марией Анной Испанской, но доехал только до Бургоса из-за болезни. В 1625 году, после смерти Якова I, сэр Спенсер стал королевским правителем гардеробной.
Комптон вместе с Бекингемом ездил в Париж за невестой короля Генриеттой Марией Французской (1625). Ещё при жизни отца, 1 апреля 1626 года, он занял место в Палате лордов как барон Комптон, а в 1630 году, когда сэр Уильям умер, унаследовал семейные владения и графский титул. Тогда же сэр Спенсер получил должности лорда-лейтенанта в Глостершире и Уорикшире, в обмен на которые отказался от своего придворного поста. В целом у Комптона не было заметных политических амбиций, он неизменно демонстрировал лояльность по отношению к королю.
Во время Епископских войн граф занимал непримиримые позиции по отношению к шотландцам. В совете пэров, собравшемся в Йорке осенью 1640 года, он выступил против выплат, предусмотренных Рипонским перемирием. При этом вскоре сэр Спенсер поддержал созыв парламента ради получения короной субсидий и добился избрания в Палату общин своего старшего сына как депутата от Уорикшира. Когда парламент, впоследствии названный «Долгим», вступил на путь конфронтации с королём, граф поддержал Карла I. Он уехал вместе с монархом в Йорк и отказался вернуться в столицу, из-за чего был подвергнут импичменту вместе с ещё восемью лордами (1642).
Во главе конного отряда, включавшего примерно 100 дворян, Комптон попытался занять Уорик, но потерпел неудачу. Позже под началом принца Руперта он сражался при Вустере и при Эджхилле (23 октября 1642). Карл I в ноябре того же года поручил графу удерживать Банбери и прилегающую к нему часть Оксфордшира. Тот 22 декабря подвергся нападению парламентской армии, но смог отбиться благодаря помощи Руперта. В марте 1643 года сэр Спенсер двинулся на Личфилд, которому угрожал противник, не успел вовремя и повернул на Стаффорд. Спустя несколько дней, узнав, что против него идут сэр Уильям Бреретон и сэр Джон Гелл, граф выступил им навстречу. 19 марта при Хоптон Хит состоялось сражение, в котором Комптон, лично возглавляя атаку, обратил в бегство парламентскую конницу. Преследуя бегущих, он попал в окружение, отказался сдаваться «подлым негодяям и мятежникам» и погиб в схватке.
Комптона похоронили в гробнице графини Шрусбери в Дерби. Карл I в благодарность за службу позволил несовершеннолетнему сыну графа вступить в наследственные права сразу, без полагавшейся в таких случаях королевской опеки.
Эдуард Хайд, 1-й граф Кларендон, характеризует сэра Спенсера как человека «большого мужества, чести и верности». «Все невзгоды он переносил, как обычный человек, и все нужды и тяготы — так, будто никогда не знал изобилия и лёгкости; особенно легко относился к опасностям и часто говорил, что если он переживёт эти войны, то наверняка никогда не умрет столь благородной смертью».

## Семья
Спенсер Комптон был женат на Мэри Бомонт, дочери сэра Фрэнсиса Бомонта. В этом браке родились шесть сыновей и две дочери:
- Джеймс (1622—1681), 3-й граф Нортгемптон[6];
- Чарльз[7];
- Уильям (1625—1663)[8];
- Спенсер (умер в 1659)[6];
- Фрэнсис (приблизительно 1629—1716)[9];
- Генри (приблизительно 1633—1713)[6];
- Энн (приблизительно 1637—1705), жена сэра Хью Холмли[10];
- Пенелопа, жена Джона Николаса[11].